# Emirdağ (stad)

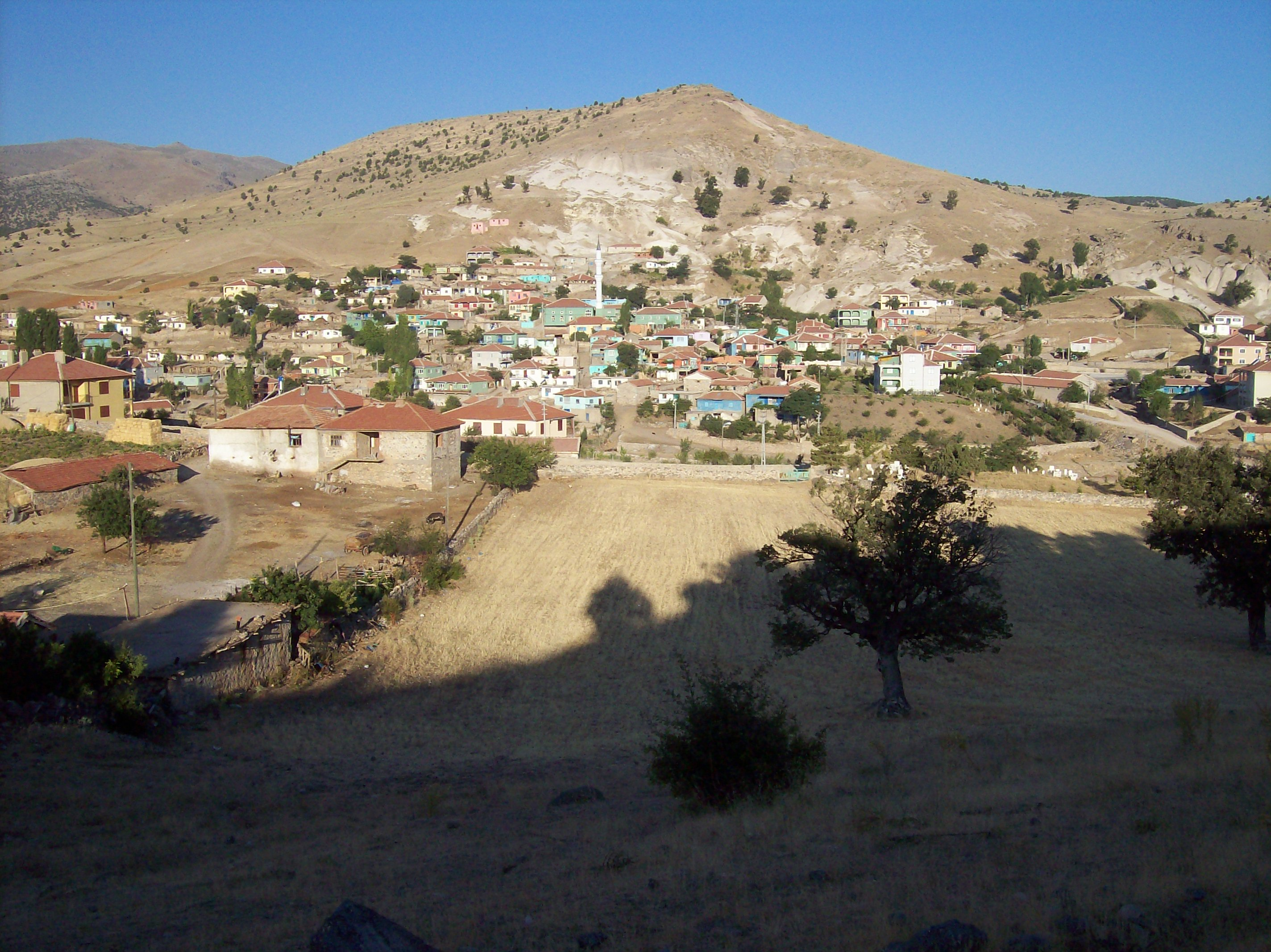
Een dorp in Emirdağ

Emirdağ is een stadje in de provincie Afyonkarahisar in Turkije. In 2021 telde het 21.970 inwoners. Emirdağ is centraal gelegen ten zuiden van de berg Emirdağ, ongeveer 1000 m boven de zeespiegel. Voor 1867 stond het bekend onder de naam Cirgin en tot 1932 als Aziziye.
In Emirdağ is veel landbouw, veeteelt en handnijverheid te vinden, maar de laatste jaren is ook de industriesector in opmars. Enkele omliggende dorpen zijn Güveççi, Aşağıpiribeyli, Caykisla, Demircili, Türkmen, Veysel köyü en Alikel.

## Emirdağ en Europa
Emirdağ is bekend om zijn vele migranten die naar West-Europa emigreerden, voornamelijk naar België en Nederland. De meeste mensen uit Emirdağ zijn in België vertegenwoordigd in Gent en de Brusselse gemeenten Schaarbeek en Sint-Joost-ten-Node.
Veel Turkse migranten die in België en Nederland wonen, komen oorspronkelijk uit Emirdağ en de omringende dorpen, met inbegrip van Karacalar, waar er een sterke minderheid van alevieten is. Velen trokken oorspronkelijk naar West-Europa om daar in de jaren vijftig als mijnwerker te gaan werken, maar tegenwoordig exploiteren zij veelal restaurants en koffiehuizen. De migratie helpt te verklaren waardoor de bevolkingstoename in Emirdağ in recente decennia geringer was dan in de meeste steden in Anatolië (de bevolking van de stad was in 1960 10.069).
Emirdağ is een typische Turkse provincieplaats en nog vrij conservatief. Er zijn veel restaurants en internetcafés, en een opleidingskamp van het leger draagt in de winter bij aan de economie van de stad. De lokale keuken omvat arabaşı, een soep met deegbollen. Dit warme gerecht wordt in de regio wel gegeten als wintermaaltijd.
Eind 2011 voerde de Gentse afdeling van het Vlaams Belang de campagne 'Emirdağ heeft je nodig', waarmee het in Gent wonende mensen van Turkse origine wou overtuigen terug te keren naar Turkije. In het kader van deze campagne bracht een delegatie van het Vlaams Belang bestaande uit Johan Deckmyn en Tanguy Veys een bezoek aan de stad, waarbij ze enkele plaatselijke parlementsleden en de burgemeester van het stadje spraken. Dit bezoek leidde ertoe dat toenmalig Gents schepen Resul Tapmaz beledigende uitspraken deed over het Vlaams Belang, waarop Johan Deckmyn een klacht indiende wegens laster en eerroof. Het parket seponeerde de klacht uiteindelijk.

## Geschiedenis
Emirdağ was ooit een van de vier belangrijkste Byzantijnse steden in Anatolië en de thuisbasis van de dynastie van Michaël II, Theophilos en Michaël III, maar werd volledig verwoest in 838-845 door de Abbasidische kalief Al-Mu'tasim, waarbij de bewoners werden afgeslacht.
Vanaf 1068 vestigden er zich Turkmenen, vooral na de slag bij Bolvadin tussen de Byzantijnen en Seltsjoeken. Een nieuwe instroom van Turkmenen volgde later. Tot de stichting van de Republiek Turkije heette de stad Aziziye ter ere van sultan Abdülaziz.

## Politiek
Van 2004 tot 2009, de schepen voor internationale betrekkingen was Metin Edeer (MHP), een restaurantuitbater die in Schaarbeek sinds 1978 woonde en maar naar Emirdağ tijdens de zomervakantie terugkwam.

### Lijst van burgemeesters
| Naam               | Partij       | Eerste verkiezingsdatum |
| ------------------ | ------------ | ----------------------- |
| Hacı Ali Kılıçalp  | AP           | 1968 (tot 1982)         |
| Erol Sarıer        | ANAP         | 1984                    |
| Ömer Faruk Pala    | SODEP-SHP    | 1985                    |
| Ali Kocaman        | DYP          | 1989                    |
| İsmet Güler        | SHP, dan CHP | 1994                    |
| Lütfi İhsan Dağ    | AKP          | 2004                    |
| Cengiz Pala        | AKP          | 2009                    |
| Uğur Serdar Kargın | MHP          | 2014                    |
| Serkan Koyuncu     | AKP          | 2019                    |

## Geboren in Emirdağ
- Cemal Çavdarlı (1966-2024), politicus en imam
- Fuat Çapa (1968), voetbaltrainer
- Atilay Uslu (1968), eigenaar reisorganisatie Corendon

- Gemeinsame Normdatei: 4218821-0
- Library of Congress Control Number: n87928789
- Nationale Bibliotheek van Israël: 987007564830805171
- Virtual International Authority File: 152543730